# Nya Långenäs
Nya Långenäs est une localité de Suède située dans la commune de Härryda du comté de Västra Götaland. Elle couvre une superficie de 0,23 km2. En 2010, elle compte 268 habitants.